# John Cooke
John Cooke   (Ansonia, 9 d'abril de 1937 - Ridgefield, 26 de desembre de 2005) fou un remer estatunidenc que va competir durant la dècada de 1950.
El 1956 va prendre part en els Jocs Olímpics d'Estiu de Melbourne, on guanyà la medalla d'or en la prova del vuit amb timoner del programa de rem. Després de la universitat es va unir al Cos de Marines dels Estats Units d'Amèrica i va servir diversos anys a Àsia.